# Tenhult
Tenhult è un centro abitato della Svezia, frazione del comune di Jönköping, nella contea di Jönköping. Ha una popolazione di 2.977 abitanti.
La cittadina è situata a circa 15 km a sud-ovest del centro cittadino del capoluogo Jönköping. A poche centinaia di metri è invece presente il lago Tenhultasjön.
In origine il termine Tenhult era associato solo a una casa signorile edificata sulle rive del lago Tenhultasjön, ma successivamente questa denominazione si è espansa all'intera area urbana.